# Victor Mercea (delegat)
Victor Mercea (n. 1882, Coșteiu Mare, comitatul Timiș, Regatul Ungariei – d. 1981) a fost un avocat român – unit și delegat la Marea Adunare Națională de la Alba Iulia din 1 decembrie 1918.

## Biografie
Victor Mercea a fost avocat, dirijorul corului românesc din Buziaș, membru important al P.N.R. Timiș, cu rol în organizarea consiliilor naționale române și a gărzilor naționale. După anul 1918, a fost decanul baroului de avocați din Timișoara.
A fost delegat din partea Cercului electoral Tormac la Marea Adunare Națională de la Alba – Iulia din 1 decembrie 1918 la care s-a decretat unirea Transilvaniei cu România.